# Вільгельм IV Оранський
Вільгельм (Віллем) IV Оранський (нід. Willem IV van Oranje-Nassau; 1 вересня 1711 — 22 жовтня 1751) — 1-й генеральний штатгальтер Республіки Сполучених Провінцій у 1747—1751 роках.

## Життєпис
Походив з Оранської династії, гілки Нассау-Діц. Син Йоганна Вільгельма Фризо Оранського, штатгальтера Фризландії і Гронінгену, та Марії Луїзи Гессен-Кассельської. Народився 1711 року в Леувардені через 6 тижнів після загибелі батька. Отримав титули останнього. Регентшею стала мати Вільгельма. 1717 року падіння з коня призвело до травмування спини, від чого Вільгельм буде страждати усе життя.
1722 року стає штатгальтером Гельдерна та Оверейсселя, 1729 року — Дренте і Гронінгену, 1731 року — Фризландії. Навчався в університетах Франекера та Утрехта.
1733 року стає кавалером Ордену підв'язки. 1734 року одружився з донькою короля Великої Британії, з якою був заручений з 1721 року. В Англії, де відбулося весілля, став масоном. По прибуттю до Голландії заснував масонську ложу в Гаазі, а потім в Леувардені. 1739 року успадкував володіння Нассау-Діленбурзької гілки своєї династії, а 1743 року — Нассау-Зігенської гілки.
1746 року, коли під Війни за австрійську спадщину, до Республіки вдерлася французька армія на вимогу оранжистів обирається 1-м генеральним штатгальтером, генерал-капітаном армії, адміралом флоту Республіки. 1748 року зумів успішно завершити участь Республіки у війні, силовим способом змінивши бургомістрів та міські ради, зробивши посаду штатгальтера спадковою. Все це призвело до конфлікту з міським патриціатом. До цього доклався занепад економіки.
Помер Вільгельм IV 1750 року в резиденції Гейс-тен-Бос поблизу Гааги. Владу успадкував малолітній син Вільгельм V при регентстві матері та Людвіга Ернста Брауншвейзького.

## Родина
Дружина — Анна, донька Георга II, короля Великої Британії.
Діти:
- Кароліна (1743—1787), дружина Карла Крістіана. графа Нассау-Вайльбурга
- Анна (1746)
- Вільгельм (1748—1806), штатгальтер Республіки Сполучених Провінцій